# Mjanma na Letnich Igrzyskach Paraolimpijskich 2008
Mjanmę na Letnich Igrzyskach paraolimpijskich w Pekinie reprezentowało 3 zawodników.

## Medale
Mjanma nie zdobyła żadnego medalu